# Idwal Iwrch ap Cadwaladr
Idwal ap Cadwaladr, noto come Ituvellus in latino e Judwald in inglese, detto anche Idwal Iwrch, il Capriolo (650 circa – 720), è stato sovrano del Regno di Gwynedd dal 682 alla sua morte.
Dopo la morte di Cadwaladr, la storia del Gwynedd entra in una fase oscura e incerta. Il soprannome di Idwal suggerirebbe che egli fosse di piccola statura. Per gli storici non fu coinvolto in nessun evento importante, ma si dedicò a questioni interne. Tuttavia, di fronte alla crescente potenza del regno di Mercia, Idwal potrebbe essere stato coinvolto in una serie di raid contro la Mercia stessa, durante il regno di Coenred, portati avanti dal confinante regno gallese del Powys. Questi raid, comunque, sembrano essere stati episodi isolati, non riconducibili ad una guerra.